# Auckland Grammar School

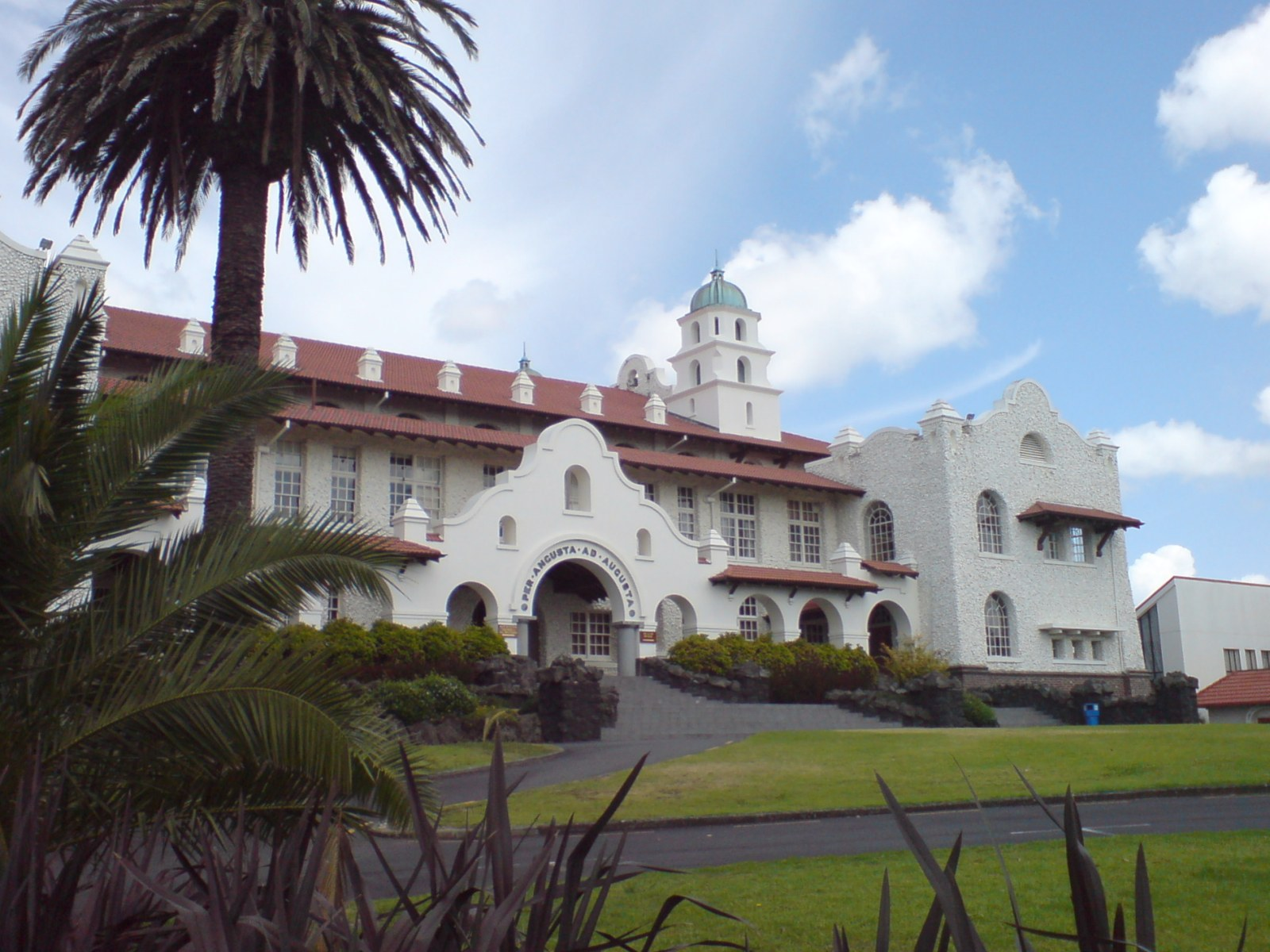
Auckland Grammar School 2007.

Auckland Grammar School, grundad 1868, är en statlig sekundärskola för pojkar i Auckland, Nya Zeeland. Eleverna studerar från nionde till trettonde klass.

## Bemärkta elever
- Russell Crowe (1964–), skådespelare[2]
- Sir Edmund Hillary (1919–), förste person på Mount Everest.[3]